# R. c. Jordan
Décision
Un délai raisonnable au sens de l'article 11 de la Charte canadienne des droits et libertés est d'au plus 18 mois pour les procès en cour provinciale et d'au plus 30 mois pour les procès en cour supérieure ou impliquant une enquête préliminaire. Tout dépassement non justifié de ces délais doit entraîner un arrêt des procédures si la défense en fait la demande.
L'arrêt Jordan est une décision prononcée par la Cour suprême du Canada le 8 juillet 2016 pour fixer le délai maximal qui peut s'écouler entre le dépôt d'une accusation et la tenue d'un procès.

## Les faits
L'arrêt est nommé d'après Barrett Richard Jordan, inculpé en décembre 2008, déclaré coupable en février 2013 mais acquitté en raison des délais de 49 mois nécessaires à son jugement.

## Jugement de la Cour suprême
La plupart des juges de la Cour suprême ont considéré que cet arrêt, outre le respect des droits constitutionnels, devait aussi être vu comme un moyen de forcer l'administration publique à en faire plus pour éradiquer ce qu'ils ont qualifié de « culture des délais » (c'est-à-dire où les procédures inefficaces, les ajournements inutiles et le manque de ressources matérielles et humaines sont considérés comme normaux).
Rendu sur la base de l'article 11 de la Charte canadienne des droits et libertés, cet arrêt, invocable par une « requête en arrêt des procédures », a pour but de garantir à tout inculpé de subir un procès dans un délai raisonnable. L'arrêt établit que le plafond maximal est de 18 mois en cour provinciale et de 30 mois pour les tribunaux supérieurs, à moins de circonstances exceptionnelles.
Un accusé ne peut toutefois pas ralentir le processus judiciaire à son avantage, car les délais exclusivement attribuables à la défense (report injustifié d'audience, efforts insuffisants de l'avocat pour s'accorder au calendrier de la cour etc.) sont soustraits du calcul de ces délais maximaux. Les circonstances exceptionnelles pouvant également être soustraites des délais maximaux, dont il incombe à la Couronne d'en faire la démonstration, incluent des événements imprévisibles et distincts du procès tel la maladie, ou encore lorsque des preuves ou questions juridiques soulevées sont de nature complexe et demandent plus de temps d'analyse que ce qui est habituel.

## Jugement dissident
Quatre des neuf juges ont rendu un jugement dissident, dont la juge en chef Beverley McLachlin et le futur juge en chef Richard Wagner. Ces juges craignaient de revivre les excès de l'arrêt R. c. Askov en Ontario 1990-1991 lorsque 46 000 dossiers ont connu un arrêt de procédures. Ils estimaient aussi qu'il appartenait au législateur plutôt qu'aux tribunaux d'établir un plafond numérique.

## Conséquences
Cet arrêt a provoqué l'abandon de centaines de procès criminels au Canada et au Québec en raison de délais juridiquement présumés déraisonnables. Un an après qu'il a été prononcé, l'on observe que l'arrêt Jordan a provoqué une accélération des procédures liées aux procès criminels, qui s'est effectué en partie aux dépens des délais en droit familial.

### Arrêts de la Cour suprême découlant de la décision Jordan

#### R. c. Cody
Dans l'arrêt R. c. Cody, la Cour suprême a réaffirmé et clarifié la règle de l'arrêt Jordan.

#### R. c. K.G.K.
Dans l'arrêt R. c. K.G.K., la Cour suprême exclut les délais de délibération en vue du verdict du calcul des délais.

#### R. c. Thanabalasingham
L'arrêt Jordan a provoqué l'annulation de cas fortement médiatisés. L'un des cas les plus connus est celui de Sivaloganathan Thanabalasingham, accusé d'avoir égorgé sa femme Anuja Baskaran. Après avoir passé près de cinq ans derrière les barreaux sans être jugé, l'accusé est libéré sans procès le 6 avril 2017, avant d'être déporté au Sri Lanka le 5 juillet 2017.

### Autres arrêts de procédures médiatisés découlant de la décision Jordan

#### Affaire Nathalie Normandeau
Les procédures contre la ministre Nathalie Normandeau et de ses coaccusés ont été suspendues en raison de l'arrêt Jordan.

#### Affaire Tony Accurso
L'arrêt Jordan a conduit à l'arrêt des procédures dans l'affaire Tony Accurso.

#### Affaire Paolo Catania
Dans l'affaire Paolo Catania, la règle des délais déraisonnables de l'arrêt Jordan a fait tomber 1 000 accusations de fraude fiscale.

#### Affaire Ryan Wolfson
Dans l'affaire Ryan Wolfson, un arrêt des procédures a mis fin à un procès pour tentative de meurtre en raison de la règle des délais déraisonnables de l'arrêt Jordan.

## Possibilité théorique de contournement de l'arrêt Jordan par le Parlement canadien
En théorie, le Parlement du Canada peut en principe adopter une loi qui invoque la disposition de dérogation de la Charte canadienne qui lève les effets de l'arrêt Jordan.
Selon le professeur Guillaume Rousseau, « la seule limite qu’a posée la Cour suprême, c’est que cette disposition-là ne peut pas être utilisée de manière rétroactive, mais elle peut tout à fait être utilisée de manière préventive », en faisant référence à l’arrêt Ford c. Québec (1988). Donc l'arrêt Jordan pourrait être levé pour des dossiers futurs, mais pas des dossiers passés, sous réserve qu'il s'agit d'une question théorique qui pourrait faire l'objet d'un débat judiciaire et être décidée autrement si le législateur dérogeait à l'arrêt Jordan. La jurisprudence souligne toutefois qu'une « suspension des procédures est considérée comme le recours ultime qui est absolument définitif, empêchant le tribunal de statuer sur l’affaire ».
Cette question est distincte du fait que les lois pénales rétroactives sont en principe possibles aux termes de la souveraineté parlementaire lorsque le législateur s'exprime clairement.